# ホンダ・モンキー

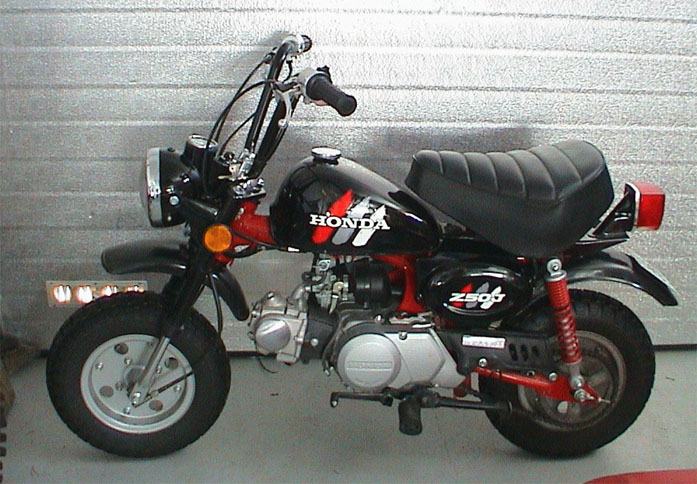
Honda monkey Z50

モンキー（MONKEY）は、本田技研工業が1967年から製造・販売している、横型の単気筒エンジンを搭載する極めて小型・軽量であることが特徴のオートバイである。
本項ではゴリラ（GORILLA）などの派生車種についても解説を行う。

## 概要
50ccモデルに搭載されるエンジンは、本来スーパーカブシリーズ用に開発された内径×行程：39.0×41.4（mm）・排気量49㏄の前傾80°シリンダー空冷4ストローク単気筒エンジンである。
販売歴はスーパーカブに次ぐロングセラーであり、過去のモデルなどで発売された車体色バリエーションも日本のオートバイで最も多く、数多くの台数限定特別モデルも販売された（詳細は後述）。2017年には50ccモデルは排出ガス規制に対応せず生産終了となったが、2018年に125ccモデルが発売された。
構造が非常にシンプルで、比較的簡単に分解・組立てが出来るので、エンジンのチューニングや改造が楽しまれている。多くのメーカーが数多くのパーツを製造・販売し、ドレスアップなどの外装パーツも多い。日本国外のメーカーによるコピーモデルも流通している。
派生車種も含めると4MINIとも呼ばれる。

## 歴史
開発の経緯、名称の由来

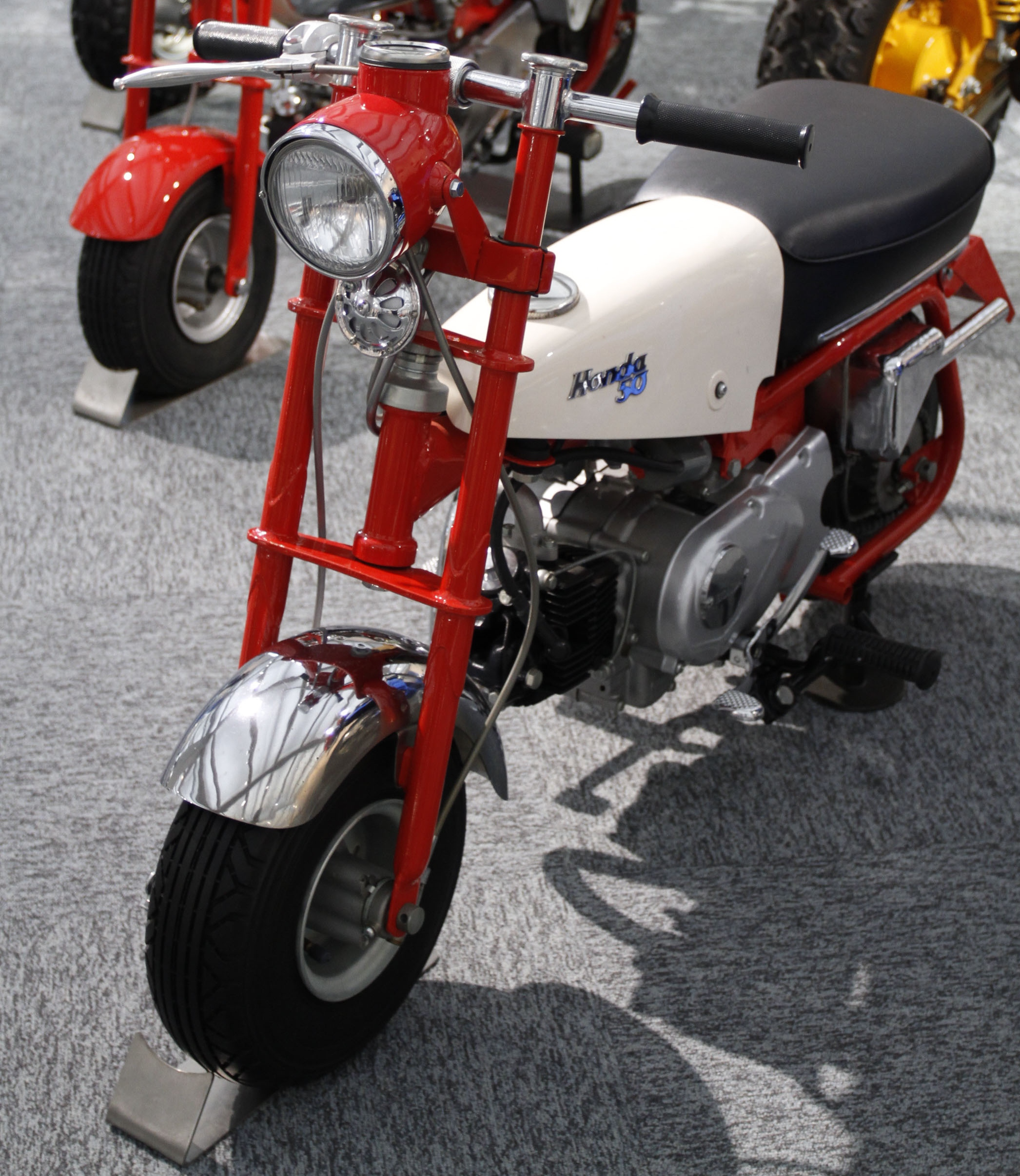
Honda Monkey Z100（ホンダコレクションホール所蔵車）

初代モンキー（モンキーの原型）は、本田技研工業が経営していた遊園地「多摩テック」の遊具として開発された。スーパーカブからOHV50ccエンジンを流用し、赤いフレームに5インチのホイールをリジッド構造でとりつけた車体で、「小さくてかわいい」という現在まで続くモンキーのデザインコンセプトを決定づけた。これが1961年（昭和36年）の第8回日本自動車ショウでレジャーバイクZ100として公表された。
1963年（昭和38年）にはモデルチェンジ版で公道走行に対応させたCZ100を開発し、翌1964年から海外への輸出販売を開始し、これが好評だったことから日本国内向け仕様の開発が行われ、1967年の日本国内販売開始にあたって車名をモンキーとした。（なお名称の由来については「運転している人間の姿がサルに似ているから」とする説のほか、「遊具としてのZ100を所有していた多摩テックの近隣にある野猿街道（東京都道160号下柚木八王子線）でテスト走行も行ったから」とする説もある。派生車の名称ゴリラもやはりサル目・類人猿から採られることになった。）
2017年の125ccモデルの参考出品および販売
2017年の第45回東京モーターショーに125㏄エンジンを搭載するコンセプトモデルのモンキー125を参考出品し、2018年4月23日付のプレスリリースにおいて、同年7月12日に発売すると発表した。

## モデル一覧
※本項ではモンキーについては通常モデルと限定モデルをわけて、派生車種は日本国内向け仕様について解説を行う。

### MONKEY

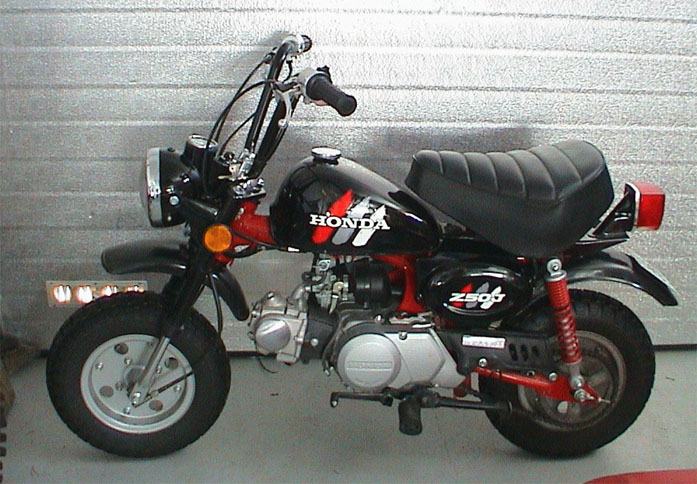
A-Z50J型

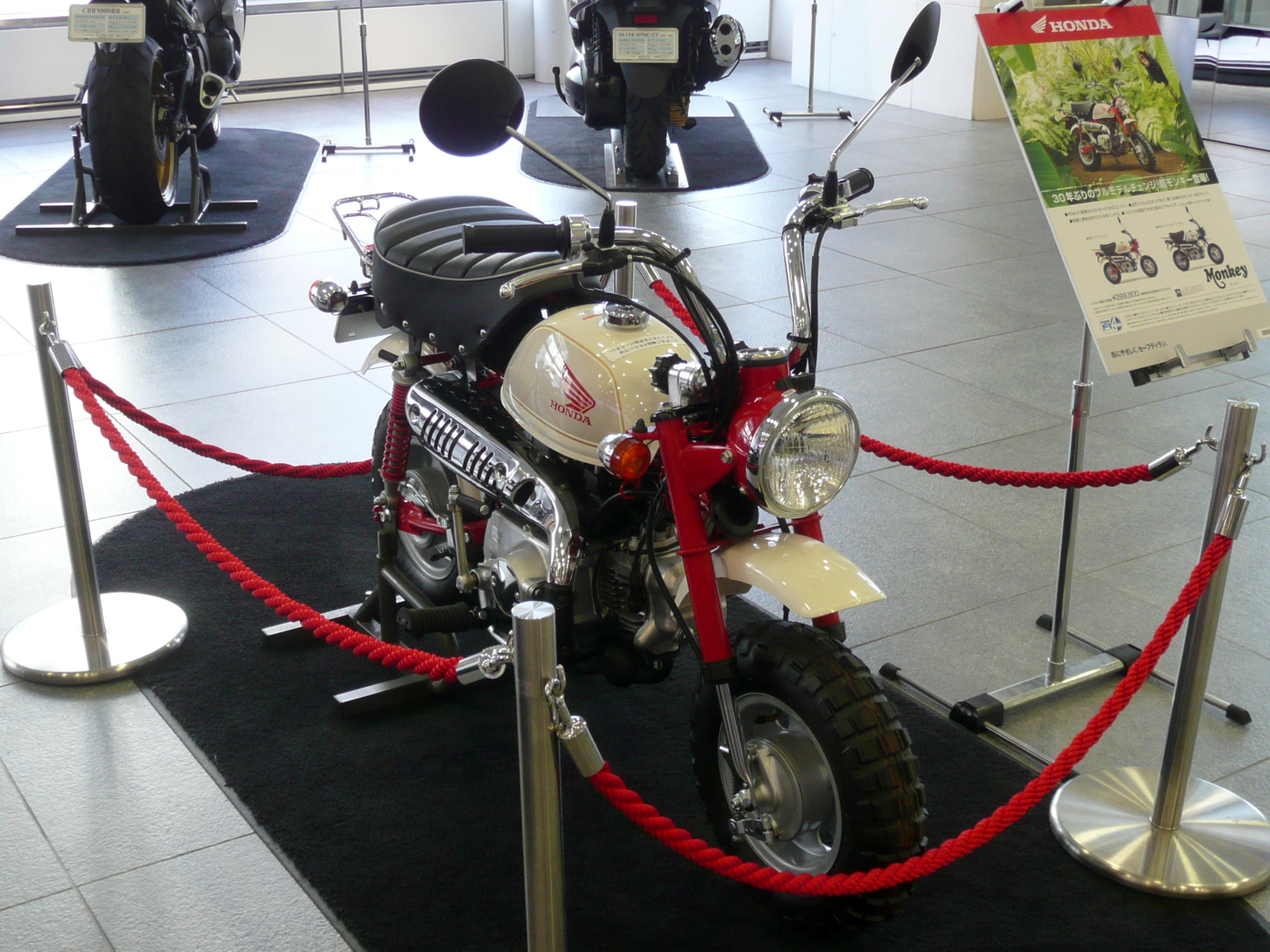
JBH-AB27型

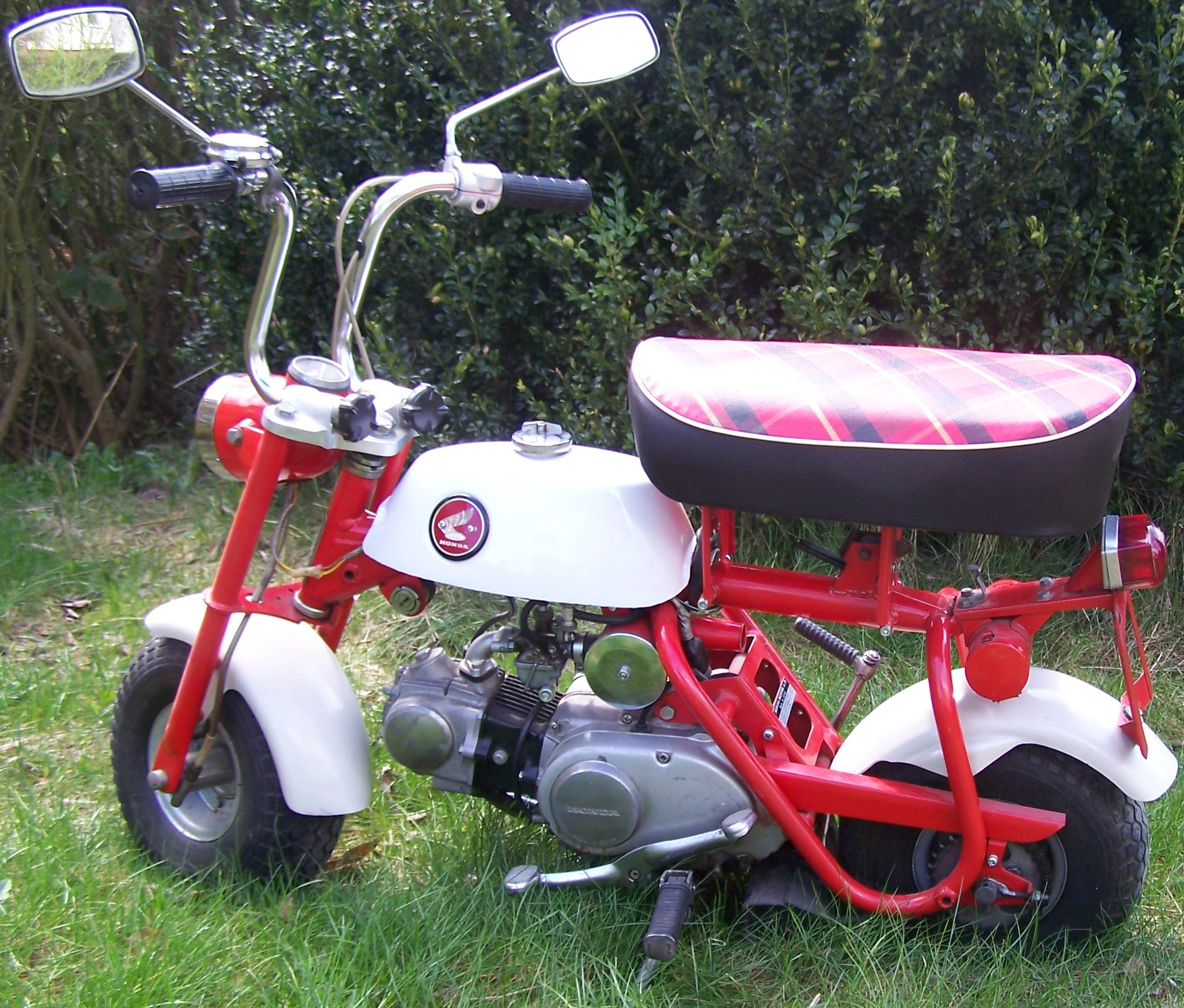
Z50M型

1967年（昭和42年）3月に日本国内向け最初のモデルとして発売。
CZ100の車体を流用し、サスペンションを装備しないリジッドフレームに幅4インチ径5インチのタイヤを装着。スーパーカブと同様の排気量49㏄単気筒エンジンは最高出力2.5ps/6,000rpm・最大トルク0.31kg-m/5,500rpmとされたが、バルブ機構はカブと共にCZ100のOHVからSOHCに変更した。変速機構は3速マニュアルトランスミッション・自動遠心クラッチを搭載する。
乗用車などへの搭載を前提に燃料漏れ防止装置の付いたタンクキャップ・ドレンコック付キャブレター・ハンドル折り畳み機構を採用する。
Z50A型
1969年（昭和44年）7月18日発表、同月20日発売。Z50M型からのフルモデルチェンジ車で以下の変更を実施。
- 車体をやや大型化
- 最高出力2.6ps/7,000rpm・最大トルク0.3kg-m/5,000rpmへ変更
- バッテリーを標準装備化しウインカーを装着
- 前後タイヤサイズを3.50-8へ変更
- 倒立式テレスコピック前輪サスペンションを装備
- マフラーをダウンタイプへ変更
- 後ブレーキを右ペダルからハンドル左グリップへ移設

Z50Z型
1970年（昭和44年）4月10日発表発売の追加モデル。Z50A型をベースにフロントフォーク部を脱着可能にしたモデルである。なおベースとなったZ50A型と異なり後ブレーキは右ペダル、マフラーはアップタイプを装着する。
Z50J型
上述したZ50A型・Z50Z型を統合したフルモデルチェンジ車で1974年（昭和49年）2月14日発表発売。以下の変更を実施。
- 燃料タンク容量を2.5L→4Lへ増量
- リヤサスペンションをリジットからスイングアーム式に変更
- キャリアの装備ならびにブロックパターンタイヤを装着

1975年5月のマイナーチェンジでシフトペダルをスーパーカブと同様のシーソー式へ変更。
Z50J-I型
1978年（昭和53年）8月2日発表、同月3日発売で姉妹車種のゴリラを追加するとともにティアドロップ型5L燃料タンクを搭載したモデルチェンジ車である。
A-Z50J型

1984年に発売されたゴールドリミテッド（詳細は後述）以降のモデルチェンジ車で、一般モデルは1985年（昭和60年）4月25日発表、同年5月10日発売。以下の変更を実施。
- ライトスイッチ類をハンドル左側に集中化
- マニュアルトランスミッションを4速化
- マニュアルクラッチへ変更
- エンジンスペックを最高出力3.1ps/7,500rpm・最大トルク0.32kg-m/6,000rpmへ強化

1988年1月28日発表、同年2月20日発売で左ミラーを標準装備化するマイナーチェンジを実施。
1992年（平成4年）4月10日発表、同月20日発売で電装を12V化するマイナーチェンジを実施。
BA-AB27型
平成10年排出ガス規制に対応させ、キャブレターセッティング変更ならびにブローバイガス還元装置を搭載したマイナーチェンジモデルで1999年（平成11年）9月2日発表、同月3日発売。
2002年（平成14年）1月21日発表、同月22日発売で以下のマイナーチェンジを実施。
- 盗難抑止システムとして別売のアラームキットが装着できるプレワイヤリングを新たに装備。

2003年（平成15年）12月3日発表、同月13日発売で盗難抑止効果向上のためリヤキャリアをU字ロックホルダー付に変更。
2007年（平成19年）9月には平成19年排出ガス規制に適合できず一旦生産終了。
JBH-AB27型

平成19年排出ガス規制に適合させるため以下の設計変更を実施したモデルで2009年（平成21年）1月19日発表、同年2月6日発売。
- 燃料供給をPGM-FI電子制御式燃料噴射装置へ変更
- エキゾーストマニホールドに三元触媒を内蔵
- 最高出力3.4ps［2.5kw］/8,500rpm・最大トルク0.35kg-m［3.4N・m］/5,000rpmへ変更
- バッテリー搭載位置をサイドカバー部からシート下へ移動
- シート形状を変更
- 燃料タンクを1978年以前のZ50J型に近い形状の容量4.3Lへ変更

2012年2月10日発表、同月13日発売でプラズマイエローのカラーを追加。2016年1月28日発表、同年2月12日発売でアドベンチャーをコンセプトに専用装備を追加したハーベストベージュのカラーを追加したが、2017年3月24日に東京モーターサイクルショー2017で限定車の「50周年アニバーサリー」「50周年スペシャル」をもって生産終了予定であることを発表。また「50周年スペシャル」は7月21日 - 8月21日の期間ならびに500台限定の販売申込受付を本田技研工業公式HP内の専用サイトで行うことが発表された。
これは2016年7月1日に施行された欧州Euro4とWMTCを参考とした規制値および区分の平成28年排出ガス規制をクリアすることが難しいことが理由とされており、平成24年規制に基く継続生産車である本モデルは同年8月31日に生産終了となった。

#### 限定モデル

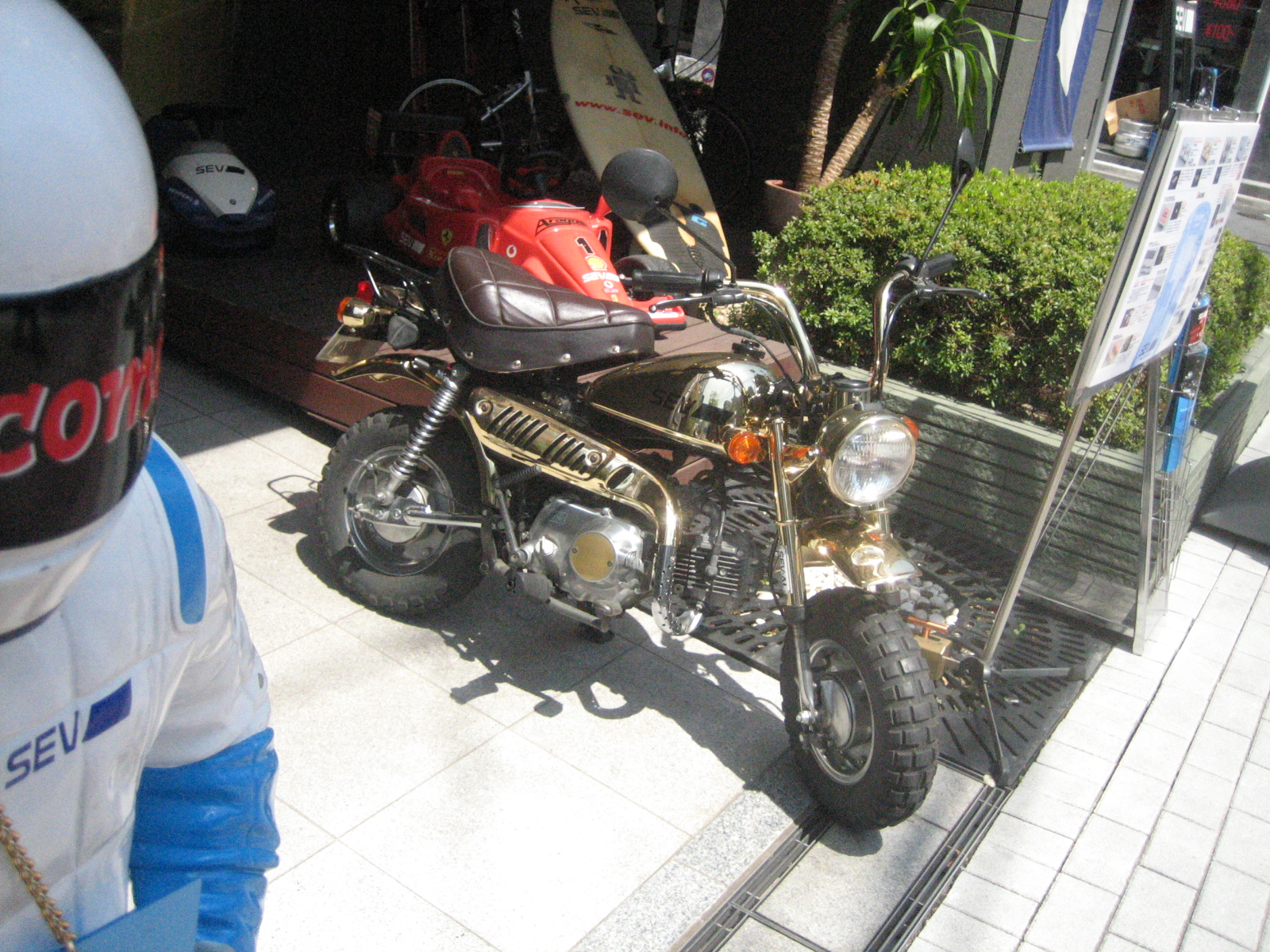
ゴールドリミテッド
1984年モデル

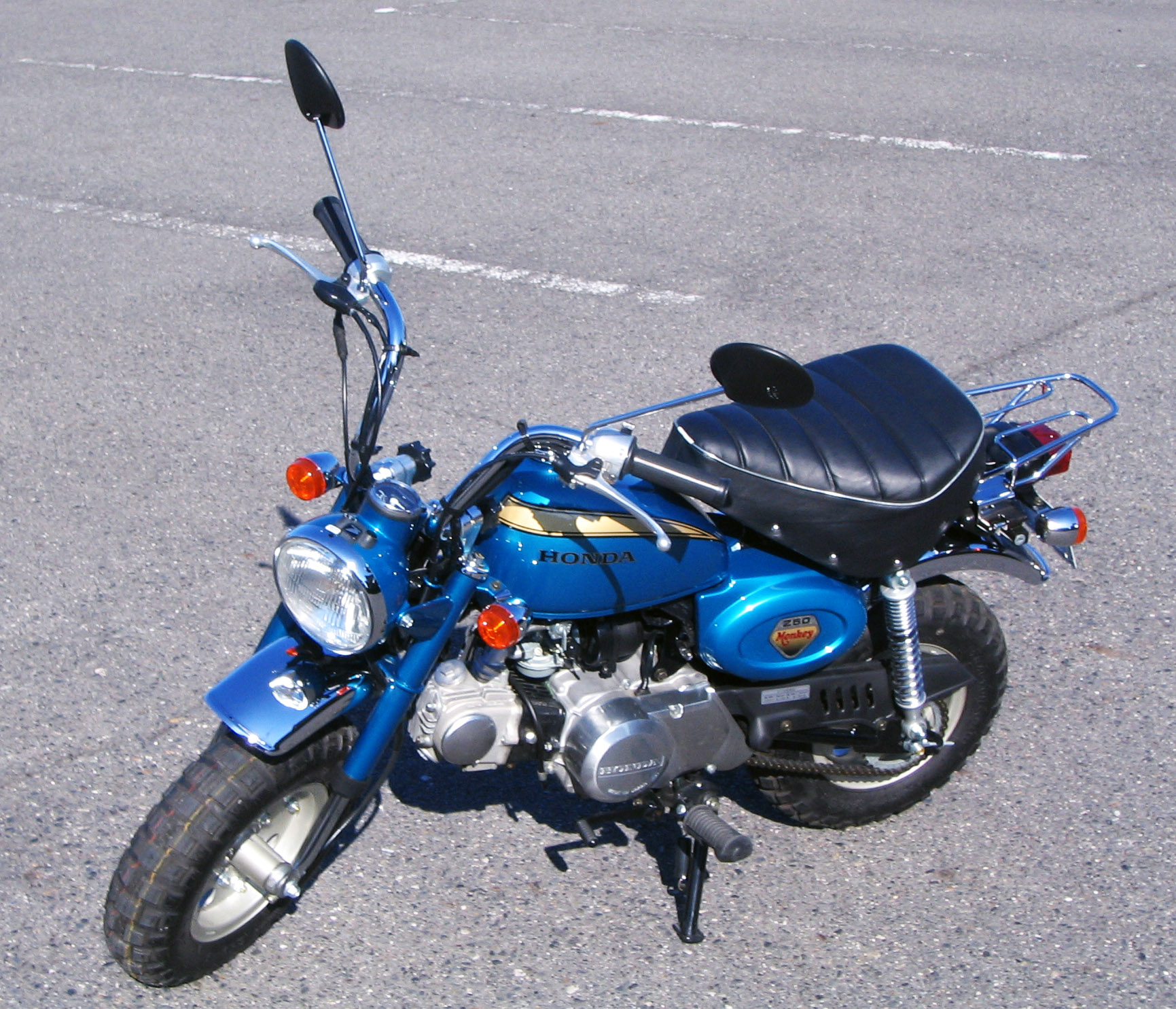
モンキースペシャル
ドリームCB750FOUR K0モチーフ

モンキーリミテッド
1979年発売。Z50J-I型をベースにクロームメッキを施した仕様。3速自動遠心クラッチ仕様と4速マニュアルクラッチ仕様が併売された。
ブラックモンキー
1981年3月発売。
ゴールドリミテッド

1984年9月17日発表、5,000台限定で首都圏（東京都・神奈川県・埼玉県・千葉県）は同年10月1日、その他の地域は同年12月1日発売。本モデルよりA-Z50J型がベースとなる
ホワイトスペシャル
1988年1月28日発表、同月20日発売。価格は標準車の3,000円高でゴリラと同時設定。
モンキースペシャル
1990年1月発売。車体を黒とし一部パーツをゴールドカラーとした。
ゴールドリミテッド
1996年1月17日発表、同月29日発売。5,000台限定。1984年モデルとの相違点はエンジン・スイングアームを黒色としたほか、燃料タンクに専用エンブレムを装着する。
モンキースペシャル 30周年アニバーサリー
1997年2月12日発表、同月21日発売。初代モデルのZ50M型をモチーフにした5,000台限定車。
2000年スペシャル
2000年1月27日発表、同月28日発売。ミレニアム記念でZ50Z型をモチーフにした3,000台限定車。
モンキースペシャル

2001年から2004年にかけて販売。同社のロードスポーツモデルCB・CBXシリーズならびにFTRをモチーフにした限定車で以下の5モデルが発表された。
- 2001年1月26日発表、同月27日発売：前年に発売されたFTR223モチーフ
- 2002年1月21日発表、同月22日発売：CB1100Rモチーフで3,000台限定
- 2002年11月29日発表、同月30日発売：ドリームCB750FOUR K0モチーフ
- 2003年12月3日発表、同月13日発売：CBX400Fモチーフ
- 2004年12月2日発表、同月3日発売：CB750Fフレディ・スペンサーカラーモチーフで2,500台限定

モンキーリミテッド
2005年12月20日発表、2006年2月14日発売。2006年1月6日 - 2月10日受注期間限定で販売されたクロームメッキ仕様 。
40周年スペシャル
2006年12月15日発表、同月25日発売。発表日 - 2007年1月13日受注期間限定で販売されたグラファイトブラック×モンッツァレッドカラーにチェックシートを装着する仕様 。
モンキーリミテッド
JBH-AB27型へ変更してからの限定車で以下の4モデルが販売された。
- 2009年1月19日発表、同月30日発売。発表日 - 同年2月8日受注期間限定で販売されたモンツァレッド×デジタルシルバーメタリックにチェックシートを装着する仕様。
- 2011年2月3日発表、同月10日発売。発表日 - 同年3月10日受注期間限定で販売されたブラック×クロームメッキにチェックシートを装着する仕様 。
- 2012年2月10日発表、同月13日発売。発表日 - 同年3月10日受注期間限定で販売されたCR110カブレーシングをモチーフにした仕様 。
- 2013年12月5日発表、同月13日発売。発表日 - 2014年1月26日受注期間限定で販売されたブラック×クロームメッキにチェックシートを装着する仕様 。

くまモンバージョン
2014年3月12日発表、同年4月14日発売。熊本県とのコラボレーションにより同県のPRマスコットキャラクターであるくまモンをモチーフにした仕様。500台限定。
50周年アニバーサリー
2017年2月28日発表発売。初代モデルのZ50M型をモチーフにする。なお本モデル販売開始に際し従来のプラズマイエローとハーベストベージュの2モデルは廃止された。
50周年スペシャル
2017年6月22日発表、同年7月21日発売。実質的な最終モデルで500台限定となったことから、購入に際しては本田技研工業公式HPで同年7月21日 - 8月21日に申し込みが必要とされた。限定台数を上回った場合は公開抽選を行うと告知しており、申し込み総数が45,000件超となったことから同年8月26日Hondaウェルカムプラザ青山にて公開抽選会を実施して当選者を発表した。

#### MONKEY R / RT

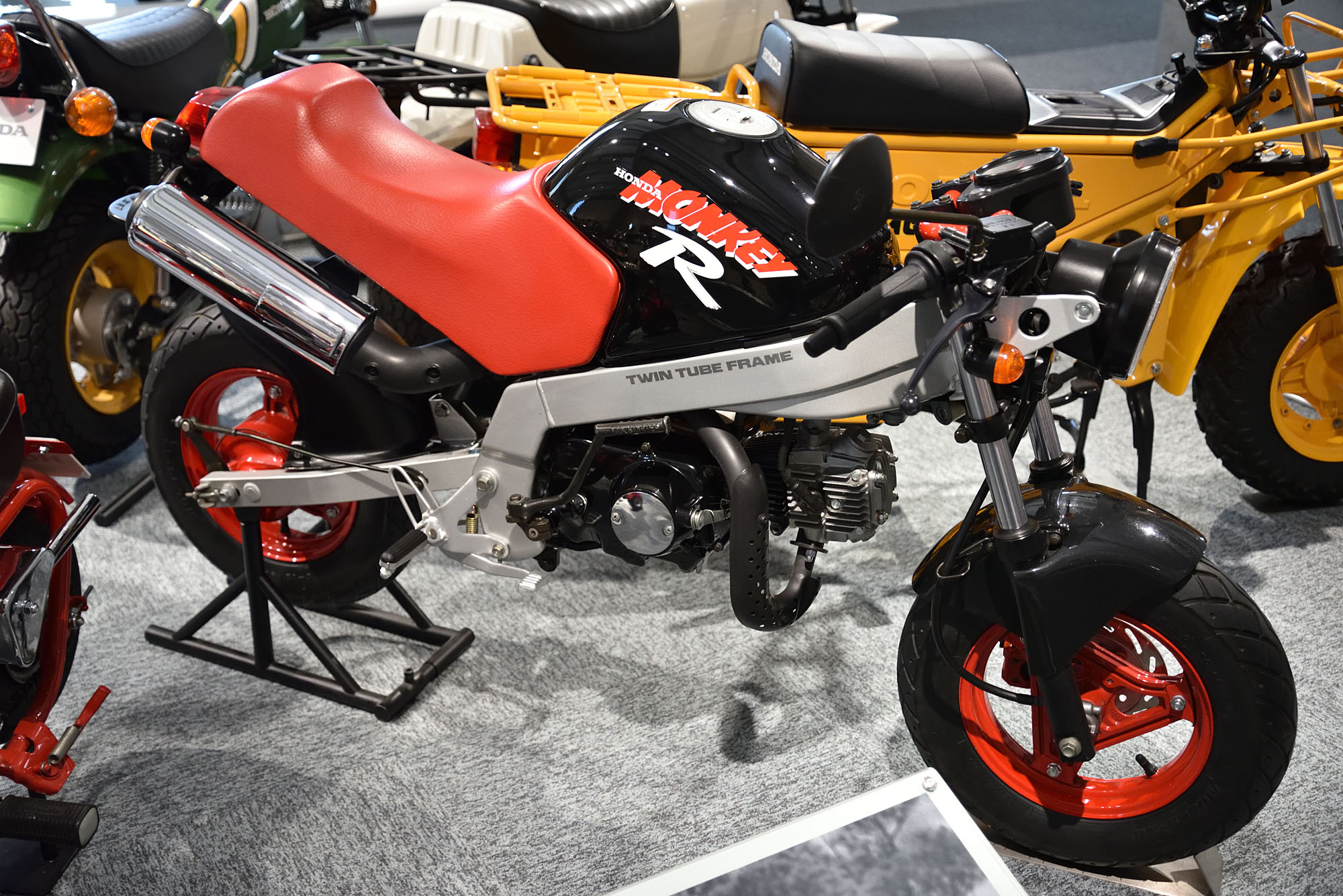
モンキーR

1987年（昭和62年）3月17日発表、同月18日発売。 モンキーRには、出力を一段と向上(3.1→4.5馬力)した空冷・4サイクル・単気筒エンジンを搭載。フレームは、コンパクトで高剛性のツインチューブフレーム（バックボーン式）を採用。また、前輪には油圧式ディスクブレーキや油圧式テレスコピックフォークを採用するなど、コンパクトなボディサイズながら本格的な装備としている。これらに加え、軽快なライディングポジションを生むスワローハンドルやバックステップ位置などとあいまって、より軽快でスポーティな走行が楽しめる個性派レジャーバイクとしている。
　どちらかと言えば当時発売していたモンキー「Z50J」より、同年5月29日発表の「NSR50/80」に似たフレーム・足回り・CDIマグネット点火方式・電装品12V化を採用している。
　またエンジンは当時6Vポイント点火だったモンキー「Z50JE」ではなく、既にオートカムテンショナー・ベアリング支持カムシャフトに刷新されていた Rクランクのスーパーカブの「C50E」エンジンをベースにマニュアルクラッチとクロスした四速リターン式ミッションを採用した「AB22E」を用いた。
・エアープレーンタイプのタンクキャップを採用した大容量(7・0L)燃料タンク。
・スポーティな極太クロームメッキのマフラーカバーの採用。
・ホイールアルミ製のスポーク／ハブの2分割にした軽量でコムキャストホイールの採用。
・ワイドで力強い感覚のチューブレスタイヤ(3.50-10)を採用。
・エアロフォルムの可動式リアフェンダー。
同車はNSR50/80のみならず、純レーサーの「NSR Mini/NSF100」の前後足廻りやブレーキを流用し、カスタムする者もいる(基本的にボルトオンで装着出来るがRrサスの取付は一工夫必要)
1988年（昭和63年）3月10日発売、同月15日発売でデュアルパーパスを意識した以下の仕様変更を施したRTを追加。
- ハンドルをアップタイプへ変更。
- ステップ位置を前寄りに移設。
- フロントフェンダーをアップタイプ（固定式）へ変更。
- タイヤパターンをオフロードに対応したブロックパターンへ変更。
- リヤキャリアを標準装備化。

本モデルは後述するMONKEY BAJAへモデルチェンジする形で生産終了となった。

#### MONKEY BAJA

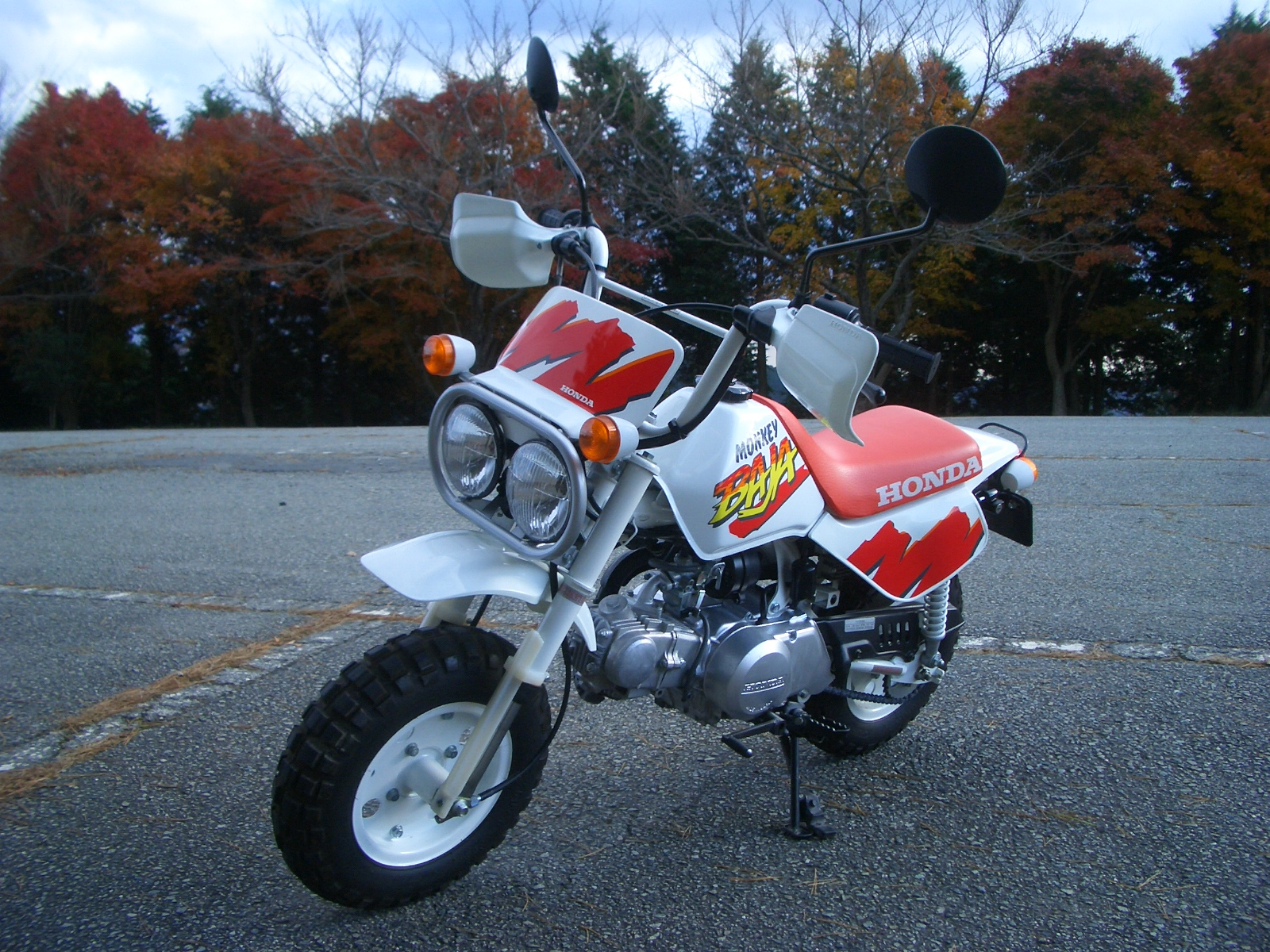
モンキーバハ

1991年（平成3年）1月18日発表、同年2月1日発売。
当時発売されていたデュアルパーパスモデルのXLR BAJAやエンデューロレーサーのXR600Rをモチーフにデュアルヘッドランプ・ナックルガード・サイドカバーなどを装備するオフロード風モデルである。また電装をバッテリーレスにするなどエンデューロマシンテイストも加えられているが、上述したMONKEY R / RTとは異なりフレームやエンジンはベースのモンキーと共用するため型式名はA-Z50Jとなる。
2001年（平成13年）に生産終了。

### MONKEY 125
| モンキー125 |  | モンキー125 |
| モンキー125 |  |             |

『楽しさをスケールアップし、遊び心で自分らしさを演出する“アソビの達人”』を開発コンセプトに定め、従来の50ccモデルの特徴であるシンプル・コンパクト・愛らしさなどの不変的な魅力を踏襲しつつ、125ccの力強く扱いやすい出力特性のエンジンや取り回しやすいサイズ感ならびに親しみやすいデザインを採用した本シリーズ初の小型自動二輪車（原付二種）となるモデルで、型式名は平成28年排出ガス規制対応のため2BJ-JB02となる。
本モデルは2016年にタイで開催されたバンコクモーターショー2016へグロムの海外向け仕様であるMSX125をベースに燃料タンク・フレーム・シートなどを変更したMONKEY CONCEPTとして初公開。2017年10月27日 - 11月5日に開催された第45回東京モーターショーに現車名でコンセプトモデルとして参考出品。2018年3月16日- 18日に開催された第34回大阪モーターサイクルショー2018では市販予定車として出品され、同年4月23日に同年7月12日よりタイホンダ・マニュファクチュアリングカンパニー・リミテッド（Thai Honda Manufacturing Co., Ltd.）が製造し、本田技研工業が輸入事業者となる形で販売開始することが発表された。
搭載されるJB02E型空冷4ストロークSOHC単気筒エンジンは、グロム用JC75E型をベースにしたためスーパーカブシリーズと同様の前傾80°シリンダー・内径×行程=52.4×57.9（mm）・圧縮比9.3・排気量124㏄・PGM-FI電子制御式燃料噴射装置による燃料供給は共通であり、出力特性を本モデル用にチューニングし最高出力6.9kW〔9.4ps〕/7,000rpm・最大トルク11Nm〔1.1kgf・m〕/5,250rpmのスペックを発揮、また始動方式は本シリーズ初のセルフ式のみとした。エンジン以外にもコンポーネンツや基本設計の多くは2BJ-JC75型グロムと共用しており、バックボーンフレーム・フロント倒立サスペンション・前後ディスクブレーキ・4速マニュアルトランスミッション・1次/2次減速比などがグロムと共通である。
車体もグロムベースであることから従来の50㏄モデルに比較すると大幅に大型化されており、足回りはキャスター角：25°00´・トレール量：82mm・ホイールベース：1155mmに設定し、タイヤサイズは前輪：120/80・後輪：130/80で本シリーズ初の12インチとした。またスチール製フェンダー・LED灯火器 ・イグニッションON操作でウインクするアニメーションを内蔵したグラフィックデジタルメーター・ウェーブキーを装備するほか、本シリーズとしては初となる前輪のみ動作するABSを搭載するモンキー125＜ABS＞をタイプ設定する。なお小型自動二輪車であるが乗車定員は1人としており、車重は標準モデルが105㎏、ABS搭載モデルが107㎏である。
年間販売目標は3,200台とし、消費税抜希望小売価格を以下に設定した。
- モンキー125：370,000円
- モンキー125＜ABS＞：400,000円

車体色は以下の2種とし、容量5.6Lの燃料タンクは車体色とホワイトのツートーンカラーを採用する。
- パールネビュラレッド
- バナナイエロー

2019年6月20日発表、同年7月26日発売で以下の車体色を追加。
- パールグリッターリングブルー

2020年3月31日発表、同年4月3日発売で以下の車体色を追加。
- パールシャイニングブラック

2021年9月16日発表、同年9月27日発売でバナナイエローの車体色を廃止し、5速トランスミッションを採用した新エンジン（JB03E型）を搭載し、型式名が8BJ-JB03型に変更となった。
2023年8月28日発表、同年9月21日発売でカラーリングを変更し、パールグリッターリングブルーの車体色を廃止。
- バナナイエロー

2024年6月27日発表、同年7月25日発売でカラーリングを変更し、バナナイエローの車体色を廃止し、エンジンがJB05E型を変更し、型式名が8BJ-JB05型に変更となった。
- ミレニアムレッド2
- パールカデットグレー
- シーンシルバーメタリック

### GORILLA

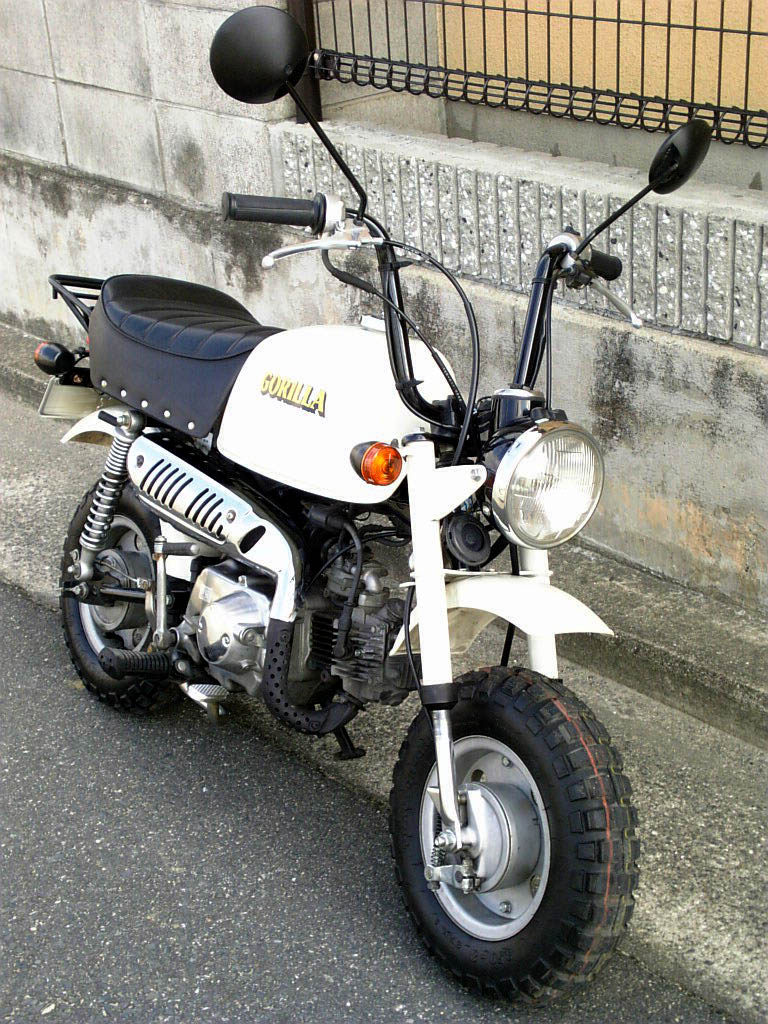
ゴリラ

1978年（昭和53年）8月2日発表、同月3日発売でモンキーのZ50J-I型へモデルチェンジと同時に追加された姉妹車である。
基本的なパーツはほぼモンキーと共通であるが、以下の相違点がある。
- ハンドル折り畳み機構は未搭載。
- 燃料タンク容量をモンキーの2倍程度となる9Lまで拡大。
- 4速マニュアルトランスミッション・手動クラッチを搭載。
- フロント/リヤにキャリアを標準装備。
- シート長を延長。

これらは自動車に積んで目的地で展開することを前提としたモンキーとは異なり、ツーリングで目的地まで移動することを前提として設計されたためである。
派生車種の多様化などにより1988年（昭和63年）に一旦生産終了となった。しかしユーザーからの再発売を熱望する声が長い間続いていたことから、1998年（平成11年）1月22日発表、同年2月10日発売で販売復活となった。
- 外観はフロントキャリアが廃止された以外は以前とほぼ同一の仕様とされた。

2007年（平成19年）9月に平成19年排出ガス規制に適合できず再び生産終了。

### Z50R
Z50J-I型をベースに保安部品を外した競技用車両であり、シートやハンドルなどの細部を変更するほかゼッケンプレートを装備する。1992年（平成4年）には上述したMONKEY BAJAをベースにした仕様に変更。
ベースがモンキーであることから大人が乗車しても充分に耐え得る構造であるが、子供向け車両という雰囲気が強く、後にXR50Rへ引き継がれる形で生産終了。

## 関連車種
以下はスーパーカブ系横型単気筒エンジンを搭載するモデル
現行車種
- スーパーカブ
- グロム

生産終了車種
- ダックス
- ハンターカブ
- ポートカブ
- CD50/90
- CL50
- ジャズ
- ソロ
- ジョルカブ
- シャリィ
- モトラ
- マグナ50
- Benly50S

その他
- CKデザイン・仔猿 - Z50Mがモチーフ

## ギャラリー

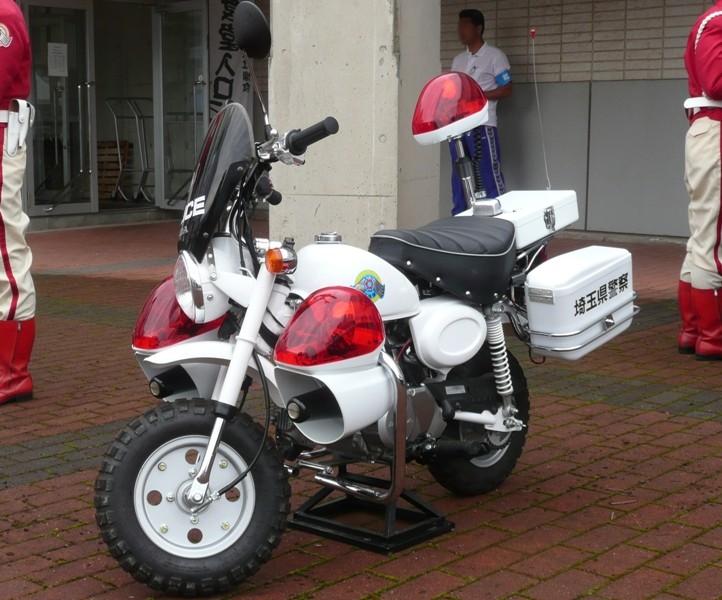
白バイ仕様